# Нестеренко, Роман Юрьевич
Рома́н Ю́рьевич Нестере́нко (род. 3 августа 1965) — российский актёр и режиссёр театра и кино, киносценарист  и кинопродюсер.

## Биография
Родился 3 августа 1965 года. Проживает в Москве.
В 1987 году окончил Тюменское училище искусств (курс Е. Плавинского).
В 2003 году окончил режиссёрский факультет Театрального училища имени Б. Щукина (курс А. Вилькина).
В 2004 году прошёл стажировку в кинокомпании «Амедиа» и «Sony Pictures» (США) по специальности «режиссёров-постановщик телесериалов».
Работал в Тюменском драматическом театре, Театре Краснознамённого Дальневосточного военного округа, в Ростовском театре драмы имени Горького.
С 2008 года по 2015 год работал в кинокомпании RWS в должности креативного продюсера.

## Творчество

### Роли в театре
- «Опасные связи» Шодерло де Лакло — Дансени
- «Скрипач на крыше» (Шолом-Алейхем) — Мотл
- «Вишнёвый сад» А. П. Чехова — Петя Трофимов
- «Процесс приспособления» (Теннесси Уильямс) — Ральф

### Режиссёрские работы в театре
- 1997 — «Иван-да-Марья» А. Гольдфельд (Ростовский театр драмы имени М. Горького)
- 1999 — «Жертва» М. Фратти (Ростовский театр драмы имени М. Горького)
- 1999 — «На крыльях вымыслом носимый…» А. С. Пушкин (ТС «На Садовой», город Ростов-на-Дону)
- 2000 — «Тень» Е. Шварц (Ростовский театр драмы имени М. Горького)
- 2002 — «Сны Бальзаминова» А. Островского (ТС «На Садовой», город Ростов-на-Дону)
- 2003 — «Французские страсти на Подмосковной даче» Л. Разумовская (Ростовский театр драмы имени М. Горького)
- 2003 — «Деньги, деньги, деньги…» С. Лобозёров (Драматический театр «Пласт» города Шахты)
- 2003 — «Лучше быть счастливым позже…» Надежда Птушкина (Товарищество актёров МХАТ, город Москва)
- 2004 — «Дуэль» А. П. Чехов (Ростовский театр драмы имени М. Горького)
- 2004 — «Капризная принцесса» (мюзикл) (Краснодарский молодёжный театр драмы)
- 2004 — «Волшебная флейта» В.-А. Моцарт (Маленький мировой театр, Москва)
- 2005 — «Хру-хру, или Ничего кроме правды» Д. Минчёнок (Театр.doc, Москва)

### Роли в кино
- 1999 — «Куба далеко» — философ
- 2003 — «Родина ждёт» — агент Интерпола
- 2003 — «Тайный знак. Часть вторая: „Возвращение хозяина“» — Григорий «Гришка» Островский, звонарь, хозяин
- 2004 — «Игра на выбывание» — Кислов, майор
- 2004 — «Тайный знак. Часть третья: „Формула счастья“» — Григорий Островский, хозяин фармацевтического завода, хозяин
- 2004 — 2013 — «Кулагин и партнёры» — эпизоды
- 2005 — «Авантюристка» — Петрович, начальник службы безопасности
- 2006 — «Русский перевод» — Сиротин, преподаватель пехотной школы в Триполи
- 2006 — «Сеть» — Скворцов, руководитель группы захвата
- 2013 — «Жить дальше» — нотариус

### Режиссёрские работы в кино
- 1999 — Куба далеко (совместно с Владиславом Ветровым)
- 2004 — Грехи отцов (совместно с Аллой Плоткиной, Петром Кротенко, Станиславом Либиным)
- 2004 — Дорогая Маша Березина (совместно с Аллой Плоткиной, Екатериной Двигубской, Петром Кротенко)
- 2005 — Виртуальный роман
- 2005 — Обречённая стать звездой (совместно с Петром Кротенко)
- 2007 — Ставка на жизнь
- 2010 — Сёстры Королёвы
- 2014 — Чужое гнездо
- 2016 — Грогги
- 2016 — Тяжеловес
- 2017 — Счастье из осколков (4 серии, кинокомпания «BBG продакшн», по заказу телеканала «Первый канал»)
- 2018 — Счастье можно дарить (4 серии, кинокомпания «BBG продакшн», по заказу телеканала «Первый канал»)
- 2019 — Клятва (х/ф по заказу Министерства культуры РФ о жизни и смерти профессора Н. И. Балабана)
- 2020 — Жестокий мир мужчин (12 серий, кинокомпания «BBG продакшн», по заказу телеканала «Первый канал»)
- 2022 — Галка (12 серий, кинокомпания «Тим Филмз», по заказу телеканала «Россия-1»)
- 2023 — Любовь преодолеет всё (12 серий, кинокомпания «Тим Филмз», по заказу телеканала «Россия-1»)
- 2024 — Начнём всё снова
- 2024 — Полёт птицы
- 2024 — Свет в окне (16 серий, кинокомпания «Русское», по заказу телеканала «Россия-1»)

### Сценарные работы в кино
- 2005 — Виртуальный роман
- 2016 — Грогги
- 2016 — Тяжеловес (участие)
- 2019 — Клятва (участие)
- 2022 — Галка (участие)
- 2023 — Любовь преодолеет всё (12 серий, кинокомпания «Тим Филмз», по заказу телеканала «Россия-1»)

### Кинопродюсер
- 1999 — Куба далеко
- 2002 — Мой немой (короткометражный)

### Креативный продюсер кино
- 2009 — Слово женщине
- 2009 — Личное дело капитана Рюмина
- 2010 — Одержимый
- 2010 — Дыши со мной
- 2011 — Золотой капкан
- 2011 — Робинзон
- 2011 — Счастливчик Пашка
- 2011 — Чистая проба
- 2011 — Встречное течение
- 2011 — Дар
- 2012 — Отстегните ремни
- 2012 — Отрыв
- 2013 — Майор полиции
- 2013 — Всё будет хорошо
- 2014 — Майя
- 2015 — Рождённая звездой
- 2016 — Свидетельство о рождении

## Призы и награды на кинофестивалях
Его фильм «Клятва» стал призёром около 30 кинофестивалей, как режиссёр и сценарист Роман Нестеренко был отмечен на:
- XIX Международный фестиваль военного кино имени Ю. Н. Озерова (2021, Тула) — «Золотой меч» за лучшую режиссуру.[1]
- VIII Фестиваль современного кино «Провинциальная Россия» (2021, Ейск) — Приз «Лучшая режиссёрская работа»[2].
- XVIII кинофестиваль «Амурская осень» (2020, Благовещенск) — Приз за лучший сценарий.
- XXVIII Várna Love is Folly International Film Festival (Варна, Болгария, 2020) — Приз Союза кинематографистов Болгарии и специальный Приз мэрии города Варна режиссёру.[3]